# 拓跋簡
拓跋 簡（たくばつ かん）あるいは元 簡（げん かん、460年 - 499年）は、北魏の皇族。斉郡順王。字は叔亮。

## 経歴
文成帝と沮渠夫人のあいだの子として生まれた。481年（太和5年）、斉郡王に封じられた。位は中都大官となった。拓跋簡の性格や容貌は母方の祖父の沮渠牧犍に似ていたとされる。後に内都大官となった。孝文帝が拓跋簡とともに皇信堂で文明太后に朝の対面をおこなったとき、拓跋簡は孝文帝の右におり、家人の礼で挨拶した。太保に転じた。孝文帝の叔父のうち、生存しているのは拓跋簡のみであったので、孝文帝は拓跋簡を重く遇した。拓跋簡は酒をたいへん好んで、公私の分別もできないほどであった。妻の常氏が拓跋簡の酒を断たせようとしたが、盗み呑みをしたり、婢侍に酒を求めたりして、ついにやめさせることができなかった。499年（太和23年）1月26日、死去した。享年は40。諡は霊王。宣武帝のとき、順と改諡された。

## 妻子

### 妻
- 常氏（燕郡公常喜の娘、孝文帝により妃として立つことを許されなかった。宣武帝のときに斉郡太妃となった）

### 子
- 元演（字は智興、中塁将軍・衛尉少卿）
- 元祐（字は伯授、斉郡王・涇州刺史）
- 元琛

## 伝記資料
- 『魏書』巻20 列伝第8
- 『北史』巻19 列伝第7
- 太保斉郡王墓誌（元簡墓誌）